# Bí Cai
Maha Vijaya (Phạn văn: महा विजय, chữ Hán: 摩訶賁該 / Ma-kha Bí-cai; ? - 1446) là tước hiệu của một quốc vương Champa, trị vì trong giai đoạn 1442 - 1446.

## Tiểu sử
Ông vốn là vương thúc của Maha Kali, người đã đăng cơ vào năm 1441. Do Maha Kali còn quá ít tuổi nên triều đình phải để ông làm phụ chính đại thần với tước hiệu Po Parichan.
Vào niên hiệu Chính Thống thứ 6 (1441), Ma Ha Bí Cai (摩訶賁該) đã kịp sai sứ giả của mình là Thuật Đề Khôn (述提昆) sang Bắc Kinh dâng cống vật cầu phong. Đáp lại, vua Minh Anh Tông chỉ thị sứ thần Ngô Huệ đem chiếu thư đến Champa thừa nhận ông là Chiêm Thành vương (占城王).

Sách Thù vực chu tư lục có ghi chép như sau:
Năm Chính Thống thứ 6 (正統六年, 1441), vua nước Chiêm Thành (占城) qua đời, con nối ngôi là Ma Ha Quý Do (摩訶貴由) xin kế thừa tước vị. Hoàng thượng ban chiếu thư, sai Cấp sự trung Thư [khuyết danh] làm chánh sứ, cùng phó sứ là hành nhân Ngô Huệ (吳惠) đến phong vương. Mùa đông tháng Chạp, ngày 23, đoàn sứ khởi hành từ Đông Quản (東管). Hôm sau qua biển Ô Trư (烏豬洋), hôm kế tiếp qua biển Thất Châu (七州洋), trông thấy núi Đồng Cổ (銅鼓山). Ngày tiếp theo đến núi Độc Trư (獨豬山), trông thấy núi Đại Chu (大周山). Hôm sau đến biên giới Giao Chỉ (交趾), có một hòn đảo lớn chắn ngang biển, đá nhọn sắc bén, gió mạnh, thuyền va phải sẽ tan nát, thuyền nhân rất sợ. Chốc lát gió mạnh thổi qua được. Hôm sau đến ngoài biển La Dương (羅洋) của Chiêm Thành, dừng tại xóm Giáo Bôi (校杯). Ngày 29, vua sai thủ lĩnh ra đón chiếu, thuyền báu, voi ngự, trống nhạc vang dội, cờ xí rợp trời, người mặc áo vải, búi tóc, chạy ngựa trước sau, đến hành cung thiết yến. Vua cưỡi voi ra đón tại cửa quốc đô, đội mũ vàng, đeo anh lạc, trướng vây, giáo kích bày hàng, dùng voi làm vệ binh. Khi chiếu được tuyên đọc, vua cúi đầu lạy nhận mệnh. Lúc ấy là tháng Chạp, nhưng nước này vẫn nóng. Dân phần nhiều mình trần, sĩ nhân mặc áo gai. Ruộng phía nam lúa đã chín, phía bắc mạ còn xanh. Năm thứ 7 (1442), đêm Rằm tháng Giêng âm lịch (tức khoảng tháng 2 dương lịch), vua Chiêm Thành (占城) xin được thưởng thức pháo hoa. Dùng trầm hương làm chất đốt, đốt cây lửa, bày nhạc múa rất linh đình. Mỗi đêm đánh trống lấy canh tám làm tiết điểm. Ngày mồng 6 tháng 5, đoàn sứ trở về, đến biển Thất Châu (七州洋), gặp gió lớn, thuyền suýt bị lật. Chánh sứ Thư [khuyết danh] lo lắng khóc lóc, không biết xoay xở ra sao. Ngô Huệ (吳惠) bèn làm văn tế cầu khấn thần Hỏa (祝融) và Thiên Phi (天妃). Chốc lát trời quang mây tạnh, trông thấy các núi ở Quảng Hải (廣海). Ngày 15 thì cập bến Quảng Hải, rồi trở lại Đông Quản (東莞)...
Lại xét các sứ thần được sai đến Chiêm Thành, không chỉ một người. Nhưng chỉ có hành trình của Trịnh Hòa (鄭和) được chép trong Tinh Tra Thắng Lãm (《星槎勝覽》), còn hành trình của Ngô Huệ được ghi trong Nhật ký của ông, nên đặc biệt ghi lại để thấy đường đi đã qua, ngày tháng đã trải, để người sau có thể dựa vào mà đi.

Trịnh Hòa đi vào từ mặt Tân Châu (新州), còn Huệ đi vào từ mặt Giao Bôi (校杯). Há chẳng phải hai đường đều thông, mà do thuyền theo gió đậu khác nhau, nên mới khác vậy sao?
Vào năm 1442, Po Parichan tiếm vị và xưng hiệu Maha Vijaya, Maha Kali lập tức phải biệt giam.
Theo Đại Việt sử ký toàn thư, vào tháng 5 năm 1444, Maha Vijaya xua quân vượt biên ải cướp thành Hóa Châu, bắt giết rất nhiều dân chúng Đại Việt, thái hậu Nguyễn Thị Anh (cầm quyền thay con là vua Lê Nhân Tông mới 3 tuổi) phải sai Nhập nội Kiểm hiệu Thái bảo Lê Bôi và Tổng quản Lê Khả đem 10 vạn quân đi giải cứu. Đến tháng 11 cùng năm, nhà Lê cử Tả thị lang Đào Công Soạn và Ngự tiền Chấn Lôi quân Chỉ huy Lê Tạo sang nước Minh nộp tuế cống thường niên, đồng thời tâu trình về việc xung đột với Champa. Cũng theo Minh sử, đích thân hoàng đế Đại Minh phải đứng ra can thiệp, ông ban một chỉ dụ yêu cầu hai bên tìm cách hòa giải với nhau càng sớm càng tốt. Tuy nhiên, vào tháng 4 năm sau, Champa lại cướp phá thành An Dung của Hóa Châu. Mãi đến tháng 12 cùng năm, nhà Lê mới cử được quan Bình chương sự Lê Khả đi đánh, nhưng cũng chỉ tạm yên.
Vào tháng Giêng năm 1446, nhân tiết lập xuân, triều đình nhà Lê mở hội tuyển quân, mộ tráng sĩ đi chinh phạt Champa, lại điều động phu phen chuyển lương đến nhà chức dịch tại huyện Hà Hoa. Ngày 22 cùng tháng, Lê Nhân Tông sai Nhập nội Đô đốc Bình chương Lê Thụ, Bình chương sự Lê Khả và Nhập nội Thiếu phó Tham dự Triều chính Lê Khắc Phục đốc suất hơn 60 vạn quân đi chinh phạt Champa. Đến ngày 8 tháng 2 năm đó, lại cử Đồng tri Thẩm Hình viện sự Trình Chân và Chuyển vận sứ huyện Thanh Oai Nguyễn Đình Mỹ sang Long Châu tâu với nhà Minh việc khởi binh đánh Champa.
Ngày 23 tháng 2 cùng năm, đại quân Đại Việt tiến đến các xứ Ly Giang, Đa Lang, Cổ Lũy, chóng khơi thông được đường thủy và đắp xong thành lũy để kình chống quân Champa. Chỉ không bao lâu, các cánh thủy quân Đại Việt đã dong buồm thẳng được đến hải khẩu Thị Nại, người Champa hầu như không còn sức kháng cự. Ngày 25 tháng 4, quân Đại Việt ào ạt tiến công và vây hãm đô thành Vijaya. Khi thành bị hạ, Maha Vijaya cùng thê tử và lại thuộc đều bị bắt hết, quân Đại Việt đem áp tải họ cùng nhiều chiến lợi phẩm voi ngựa, vũ khí về Đông Kinh. Bấy giờ, ngôi quốc chủ Champa được trả lại cho Maha Kali.
Vào tháng 6 cùng năm, Maha Vijaya bị bắt đóng gông tạ tội trước Thái miếu nhà Lê. Sau đó, ông cùng ba người thiếp phải an trí tại Đông Kinh, những tù nhân Champa còn lại được vua Lê cho hồi cố quốc. Đến ngày 19 tháng 9, nhà Lê lại cử Tham tri Bạ tịch Hải Tây Nguyễn Hoằng Nghị Nhân và Chính Sự viện Đồng tham nghị Trịnh Hoằng Nghị sang nước Minh báo việc Champa quấy nhiễu biên thùy năm trước.